# Communauté de communes du Pays de Salers
Die Communauté de communes du Pays de Salers ist ein französischer Gemeindeverband mit der Rechtsform einer Communauté de communes im Département Cantal in der Region Auvergne-Rhône-Alpes. Der Verwaltungssitz ist im Ort Salers.

## Mitgliedsgemeinden
Der Communauté de communes du Pays de Salers gehören fünfzehn der zwanzig Gemeinden des Kantons Mauriac, neun der sechzehn Gemeinden des Kantons Naucelles und drei Gemeinden des Kantons Riom-ès-Montagnes an. Die Mitgliedsgemeinden sind:
| Gemeinde                                 | Einwohner 1. Januar 2022 | Fläche km² | Dichte Einw./km² | Code INSEE | Postleitzahl |
| ---------------------------------------- | ------------------------ | ---------- | ---------------- | ---------- | ------------ |
| Ally                                     | 596                      | 23,11      | 26               | 15003      | 15700        |
| Anglards-de-Salers                       | 724                      | 48,36      | 15               | 15006      | 15380        |
| Barriac-les-Bosquets                     | 138                      | 12,80      | 11               | 15018      | 15700        |
| Besse                                    | 131                      | 3,77       | 35               | 15269      | 15140        |
| Brageac                                  | 77                       | 12,23      | 6                | 15024      | 15700        |
| Chaussenac                               | 223                      | 16,13      | 14               | 15046      | 15700        |
| Escorailles                              | 83                       | 2,79       | 30               | 15064      | 15700        |
| Fontanges                                | 208                      | 18,04      | 12               | 15070      | 15140        |
| Freix-Anglards                           | 216                      | 17,69      | 12               | 15072      | 15310        |
| Girgols                                  | 71                       | 12,62      | 6                | 15075      | 15310        |
| Le Falgoux                               | 116                      | 30,59      | 4                | 15066      | 15380        |
| Le Fau                                   | 31                       | 19,46      | 2                | 15067      | 15140        |
| Le Vaulmier                              | 61                       | 17,51      | 3                | 15249      | 15380        |
| Pleaux                                   | 1.464                    | 92,39      | 16               | 15153      | 15700        |
| Saint-Bonnet-de-Salers                   | 254                      | 32,67      | 8                | 15174      | 15140        |
| Saint-Cernin                             | 1.047                    | 46,75      | 22               | 15175      | 15310        |
| Saint-Chamant                            | 237                      | 13,72      | 17               | 15176      | 15140        |
| Saint-Cirgues-de-Malbert                 | 250                      | 16,21      | 15               | 15179      | 15140        |
| Saint-Illide                             | 649                      | 39,71      | 16               | 15191      | 15310        |
| Saint-Martin-Cantalès                    | 154                      | 19,59      | 8                | 15200      | 15140        |
| Saint-Martin-Valmeroux                   | 713                      | 25,92      | 28               | 15202      | 15140        |
| Saint-Paul-de-Salers                     | 105                      | 36,57      | 3                | 15205      | 15140        |
| Saint-Projet-de-Salers                   | 133                      | 36,32      | 4                | 15208      | 15140        |
| Saint-Vincent-de-Salers                  | 70                       | 18,87      | 4                | 15218      | 15380        |
| Sainte-Eulalie                           | 231                      | 14,51      | 16               | 15186      | 15140        |
| Salers                                   | 312                      | 4,85       | 64               | 15219      | 15140        |
| Tournemire                               | 122                      | 9,68       | 13               | 15238      | 15310        |
| Communauté de communes du Pays de Salers | 8.416                    | 642,86     | 13               | –          | –            |